# N'oublie pas les fleurs
Pour plus de détails, voir Fiche technique et Distribution.
N'oublie pas les fleurs (百花, Hyakka, litt. « Des centaines de fleurs ») est un film japonais réalisé par Genki Kawamura, sorti en 2022.
Il s'agit du premier long métrage du réalisateur et de l'adaptation de son propre roman du même titre,.

## Synopsis
Le lendemain du nouvel an, par un froid glacial, Izumi Kasai retrouve sa mère marchant seule dans un park. Il l'emmène à une clinique, où elle est diagnostiquée d'une maladie d’Alzeihmer et, visiblement, perd peu à peu la mémoire. Plus il prend soin de sa mère, plus il est hanté par de vieux souvenirs…

## Fiche technique
Sauf indication contraire, les informations mentionnées dans cette section peuvent être confirmées par la base de données cinématographiques IMDb,  présente dans la section « Liens externes ».
- Titre original : 百花 (Hyakka?)
- Titre français : N'oublie pas les fleurs
- Réalisation : Genki Kawamura
- Scénario : Genki Kawamura et Kentarō Hirase, d'après le roman homonyme de Genki Kawamura
- Musique : Shōhei Ashimori (ja)
- Décors : Ryō Sugimoto (ja)
- Costumes : Daisuke Iga
- Photographie : Keisuke Imamura (ja)
- Son : Masahito Yano
- Montage : Sakura Seya
- Production : Taichi Itô et Kenji Yamada
- Sociétés de production : AOI Pro., Bungeishunju, Filmarks, Lawson Entertainment, Mainichi Newspapers, TV Asahi, Tōhō et Universal Music
- Société de distribution : Tōhō
- Pays de production :  Japon
- Langue originale : japonais
- Format : couleur — 2,35:1
- Genre : drame
- Durée : 104 minutes
- Dates de sortie :
  - Japon : 9 septembre 2022[3]
  - France : 1er mars 2023

## Distribution
- Masaki Suda : Izumi Kasai
- Mieko Harada : Yuriko Kasai
- Masami Nagasawa : Kaori Kasai
- Masatoshi Nagase : Yohei Asaba
- Yukiya Kitamura : Tetsuya Osawa
- Amane Okayama : Shotaro Nagai
- Yūmi Kawai : Misaki Tanabe

## Distinction
Sauf indication contraire, les informations mentionnées dans cette section peuvent être confirmées par la base de données cinématographiques IMDb,  présente dans la section « Liens externes ».
- Festival international du film de Saint-Sébastien 2022 : Coquille d'argent de la meilleure réalisation pour Genki Kawamura[4]